# Anthurium splendidum
Anthurium splendidum là một loài thực vật có hoa trong họ Ráy (Araceae). Loài này được W.Bull ex Rodigas miêu tả khoa học đầu tiên năm 1883.